# Ruud van Empel
Ruud van Empel (né le 21 novembre 1958 à Breda, Pays-Bas) est un photographe néerlandais et artiste visuel. Il habite et travaille à Amsterdam (Pays-Bas).

## Biographie
Ruud van Empel est né en 1958 à Breda (Pays-Bas). Dans les années 1970, il a fait des études à l’École supérieure des Beaux-arts  à Breda. Dans les années 1980, il a produit indépendamment des videotapes. Puis, à la fin des années 1980, il a déménagé et s’est installé à Amsterdam où il s’est développé encore plus comme artiste en arts visuels. Ses premières séries de photos sont intitulées The Office (1995-2001), Study for Women (1999-2002) et Study in Green (2003). Sa première exposition en solo a été organisée dans le Groninger Museum (le musée de Groningue aux Pays-Bas) en 1999. Il a réussi sa percée internationale grâce à sa série d’œuvres intitulée World-Moon-Venus, qui a été exposée dans le George Eastman House, situé à Rochester New York aux États-Unis.

## Son œuvre
Jusqu’à la moitié de l’année 1995, l’art visuel de Ruud van Empel est surtout réalisé au moyen de montage des photographies analogiques. Puis, il a changé de méthode de travail ; le traditionnel collage et montage de photographies par couper, coller et retoucher dans la chambre noire, est échangé contre le traitement et retouche des photos sur ordinateur. Il crée ses œuvres toujours à partir des idées. La première série résultant de cette nouvelle méthode de travail est The Office (1995).
Sur le plan technique, la série The Office (1995) donne une impression de « fait à la main » ; elle n’a pas encore la qualité perfectionnée des œuvres ultérieures. Toutefois, la série fait déjà preuve du fait que l’œuvre de Van Empel se distingue des disciplines comme la photographie « mise en scène ». À certains égards, The Office est de caractère surréaliste ; son style et son design évoquent les photomontages des années vingt du XXe siècle. C’est à partir de cette référence d’histoire de l’art que Van Empel a pour ainsi dire créé un nouveau genre dans la photographie qui pourtant n’a même pas de nom. Il parle lui-même de « la construction d’une image photographique ». Il emploie le photomontage pur et dur, c’est vrai – il n’utilise pas les soi-disant techniques de « morphing » - mais, contrairement au surréalisme, il vise une image définitive qui est d’un réalisme naturel. Le caractère artificiel du procédé est donc bien visible, mais l’image finale se présente comme une réalité autonome et convaincante. C’est pourquoi ses œuvres n’ont pas une apparence absurde ou extravagante, mais montrent une réalité comme celle-ci pourrait être. C’est cela qui fait l’unicité des images photographiques de Van Empel. Elles n’ont rien de « pittoresque » et sont dépouillées d’associations « picturales » sensibles. Pour lui, la photographie n’est pas une remplaçante de la peinture, mais un médium à utiliser comme une forme autonome d’imagination. Chaque image est construite des fragments photographiques, au moyen de montage numérique sur ordinateur.
L’œuvre de Ruud van Empel existe par la grâce de l’appareil photo avec lequel il enregistre son matériau de construction. Après la série The Office, il a créé, dans la période 2000-2002, la série Study for women, comprenant un certain nombre de portraits de femmes qui font référence au courant artistique du réalisme magique. Cette série annonce déjà ce langage visuel particulier qui lui procurerait peu après une reconnaissance internationale. Avec les séries Study in Green datant de 2003-2004, Untitled datant de 2004 et les séries étroitement apparentées World, Moon et Venus qu’il a commencées en 2005, Van Empel a réussi une percée mondiale.
Il a été invité à participer à l’exposition Picturing Eden dans le George Eastman House par la curatrice Deborah Klochko. Voici ce qu’elle a écrit (entre autres) sur son œuvre dans le livre « Ruud van Empel Photoworks 1995-2010 » : « La virtuosité de Van Empel réside dans sa capacité à combiner dans la photographie, et cela à grande échelle, les nombreuses idées qui sont renfermées dans la peinture (des références historiques, la force d’un regard, les couleurs utilisées) et celles renfermées dans la cinématographie (une structure d’images multiples et la puissance d’un récit). Pour comprendre ses œuvres, il faut se demander : Est-ce de la science ou de l’art ? Est-ce de la réalité ou de l’imagination ? Est-ce de l’innocence ou de l’impureté ? ». C’est notamment la série World, ayant pour thème l’innocence, qui fait impression. La série est inspirée par les photos d’enfance de son père. Dans des paysages imaginaires et vierges qui forment des décors paradisiaques, Van Empel fait figurer des garçons et des filles noirs impeccablement vêtus. Jusqu’à présent, cette série attire toujours l’attention et elle est fortement appréciée dans le monde entier. La percée de Van Empel aux États-Unis a également suscité l’attention des musées néerlandais ainsi que l’achat de ses œuvres. Il a exposé en solo dans plusieurs musées : le Museum Het Valkhof à Nimègue, le Groninger Museum à Groningue et le Noordbrabants Museum à Bois-le-Duc, tous aux Pays-Bas.
Depuis que la reconnaissance internationale de son œuvre lui a procuré le statut d’un artiste possédant un langage visuel autonome et caractéristique, Ruud van Empel a sans cesse élargi son œuvre avec, entre autres, les séries Theatre datant des années 2010-2013 et plus tôt déjà, Souvenir dans laquelle il donne une image prégnante de son enfance à Breda. Cette série a été achetée par le musée Noordbrabants Museum. Ce qui caractérise l’œuvre de Ruud van Empel, c’est qu’il compose un tableau idéalisé et perfectionné jusqu’aux moindres détails qui a pourtant toujours une petite ombre, parfois à peine perceptible. À propos de la série Study for Women (2000-2002), Ruud Schenk, le curateur du musée le Groninger Museum, a écrit sur cet aspect : « Comme spectateur, on sent bien qu’il y a quelque chose qui ne va pas dans la représentation des femmes : elles ne semblent pas être complètement réelles, mais plutôt un mélange de vraies femmes et de mannequins de vitrines. Cela provoque une certaine incommodité, un malaise qui touche à ce phénomène qu’on appelait au début du XXe siècle habituellement « das Unheimliche ». Quoique les photographies semblent exprimer l’image d’une certaine époque, il n’est guère possible de les dater. Cette intemporalité, qui caractérise la photographie de Ruud van Empel, prend une tout autre dimension dans ses œuvres récentes, quand il développe des thèmes comme la fugitivité et la symbolique de la vanité, dans Still Life datant de 2014, en montrant aussi des personnes plus âgées comme ce portrait d’une femme vieillissante dans la série Sunday (2012), et dans la série Nude (2014), dans laquelle il étudie la pose du modelé et l’esthétique de la nudité.
La collection Solo Works, réalisée à partir de 2011, n’est pas une série à un seul thème, mais une collection des œuvres à thèmes différents ; cette collection comprend donc seulement une ou parfois 2 œuvres sur le même thème. Dans un langage visuel photographique, il nous montre les dilemmes moraux, éthiques et esthétiques de la société et de l’art ; ce sont des thèmes dont l’importance est prouvée dans les nombreuses publications de son œuvre et sur son œuvre, et dans les expositions internationales de ses œuvres, organisées non seulement dans des instituts spécialisés dans la photographie, mais également dans des musées des beaux-arts contemporains renommés.

## Récompenses
- Sint-Joostprix 1981
- Charlotte Köhlerprix 1993
- H.N Werkmanprix 2001
- Gemeente Breda Cultuur Oeuvreprijs 2013

## Expositions
- Ruud van Empel Waterpas of optisch recht?, janvier 23 à mars 30, 1999, Groninger Museum, Groningen, Les Pays-Bas
- Ruud van Empel World and other series, Museum Het Valkhof, mars 24 à juin 4 2007 [2]
- Ruud van Empel Photoworks 1995-2010, septembre 10 à novembre 27, 2011, Groninger Museum, Groningen, Les Pays-Bas[3]
- Strange Beauty octobre 12, 2012 à février 1, 2013, Museum of Photographic Arts (MoPA) in San Diego, Les États-Unis[4]
- Pictures don't Lie Fotografiska, Stockholm, mars 9 à juin 8, 2013
- Ruud van Empel FoMU Musée de la photographie d'Anvers, La Belgique, juin 28 à octobre 6, 2013
- Ruud van Empel Noordbrabants Museum, Bois-le-Duc, Les Pays-Bas, février 15 to juin 8, 2014

## Documentaires
Le 7 septembre 2011, la NTR (organisation audiovisuelle publique néerlandaise) a diffusé un documentaire sur les œuvres de Ruud van Empel sous le titre : « De onschuld voorbij », réalisé par son frère Erik van Empel (Westerdok film). 
Ruud van Empel a également été interviewé en 2010 par le réalisateur américain de documentaires Harvey Wang pour sa production « From darkroom to daylight ». D’autres photographes figurant dans ce film sont, entre autres, Sally Mann, David Goldblatt et Gregory Crewdson.